# Christian Crone
Hans Christian Rasmus Crone (født 11. juli 1851 i Helsingør, død 30. december 1930 på Frederiksberg) var en dansk matematiker, søn af Vilhelm Christopher Crone.
Crone blev student i 1869 og tog magisterkonferencen i matematik i 1875. Han vandt Universitets guldmedalje 1876 og erhvervede i 1881 den filosofiske doktorgrad ved en afhandling om flader af fjerde orden med dobbeltkeglesnit og har senere dels i "Tidsskrift for Matematik", dels i fremmede tidsskrifter skrevet flere arbejder, der alle udmærker sig ved omhyggelighed i behandlingen og stor sans for geometrisk skønhed.
Crone virkede fra 1878 til 99 som lærer ved Søofficersskolen, som beregner ved de officielle vandstandsmålinger, som eksaminator ved præliminæreksamen til 1916, og blev docent ved Landbohøjskolen i 1895. Han var desuden medlem af kontrolkomiteen i Dansk Folkeforsikringsanstalt fra 1896, var medlem af bestyrelsen for livsforsikringsselskabet "Mundus" i 1898-1905 og var medlem af "Hafnias" kontrolkomité fra 1910.
Crone blev Ridder af Dannebrog i 1899 og Dannebrogsmand i 1921.
Han er begravet på Holmens Kirkegård.